# Waldbaum's Hamlet Cup 1999 - Qualificazioni doppio
Le qualificazioni del doppio del Waldbaum's Hamlet Cup 1999 sono state un torneo di tennis preliminare per accedere alla fase finale della manifestazione. I vincitori dell'ultimo turno sono entrati di diritto nel tabellone principale. In caso di ritiro di uno o più giocatori aventi diritto a questi sono subentrati i lucky loser, ossia i giocatori che hanno perso nell'ultimo turno ma che avevano una classifica più alta rispetto agli altri partecipanti che avevano comunque perso nel turno finale.
Le qualificazioni del doppio del torneo Waldbaum's Hamlet Cup 1999 prevedevano 4 coppie partecipanti di cui una è entrata nel tabellone principale.

## Teste di serie
1. Andrew Painter /  Byron Talbot (ultimo turno)

1. Magnus Larsson /  Magnus Norman (Qualificati)

## Qualificati
1. Magnus Larsson  /   Magnus Norman

## Tabellone

### Legenda
| - Q = Qualificato - WC = Wild card - LL = Lucky loser | - ALT = Alternate - SE = Special Exempt - PR = Protected Ranking | - w/o = Walkover - r = Ritirato - d = Squalificato |

|  | Primo turno | Primo turno                        | Primo turno                        | Primo turno | Primo turno |  |  | Ultimo turno | Ultimo turno                 | Ultimo turno                 | Ultimo turno | Ultimo turno |  |
|  |             |                                    |                                    |             |             |  |  |              |                              |                              |              |              |  |
|  | 1           | Andrew Painter Byron Talbot        | Andrew Painter Byron Talbot        | 7           | 6           |  |  |              |                              |                              |              |              |  |
|  |             | Ian Arons John Schmidt             | Ian Arons John Schmidt             | 6           | 0           |  |  | 1            | Andrew Painter Byron Talbot  | Andrew Painter Byron Talbot  | 4            | 3            |  |
|  | 2           | Magnus Larsson Magnus Norman       | Magnus Larsson Magnus Norman       | 6           | 6           |  |  | 2            | Magnus Larsson Magnus Norman | Magnus Larsson Magnus Norman | 6            | 6            |  |
|  |             | Jocelyn Robichaud Greg Van Emburgh | Jocelyn Robichaud Greg Van Emburgh | 4           | 4           |  |  |              |                              |                              |              |              |  |